# Zentraler Omnibusbahnhof Memmingen
Der Zentrale Omnibusbahnhof (ZOB) Memmingen ist ein Busbahnhof in Memmingen. Er ist ein Hauptdrehkreuz für den Busverkehr Oberschwabens, Mittelschwabens, des Allgäus und des württembergischen Illertals.
Zur Entlastung des beengten Bahnhofsvorplatzes entstand Ende der 1960er-Jahre ein Busbahnhof südlich des Empfangsgebäudes, des jetzigen Hauptbahnhofes, während ein externer Güterbahnhof gebaut wurde, der bis zum 31. August 1982 zu einem zentralen Omnibusbahnhof (ZOB) ausgebaut wurde.

## Aufbau
Der Zentrale Omnibusbahnhof besteht aus insgesamt 16 Bussteigen, wovon 10 überdacht sind, sowie zwei zusätzlichen Haltepunkten westlich der Bahnhofstraße.
Es gibt sehr wenige Sitzmöglichkeiten.

## Stadtbuslinien
| 1                  | ZOB – Kalkerfeld – Waldfriedhof – Berliner Freiheit     |
| 1+2 (Ring)         | ZOB – Kalkerfeld – Berliner Freiheit – Hühnerberg – ZOB |
| 2                  | ZOB – Klinikum – Memmingerberg – Flughafen – Hühnerberg |
| 3                  | ZOB – Amendingen – Eisenburg – Trunkelsberg – ZOB       |
| 4 (Schülerverkehr) | ZOB – Weinmarkt – Neubruch                              |
| 5                  | ZOB – Neubruch – Dickenreishausen (- Buxach/Hart)       |
| 6 (Schülerverkehr) | ZOB – Berufsbildungszentrum                             |

Ab Dezember 2022 geht die dritte Betriebsstufe ein neues Stadtbuskonzepts an den Start, das unter anderem neue Linienführung der sechs Stadtbuslinien vorsieht:
| Linie 1 | Berliner Freiheit – ZOB – Waldfriedhof – Kalkerfeld              |
| Linie 2 | Berliner Freiheit – Hühnerberg – ZOB – Memmingerberg – Flughafen |
| Linie 3 | ZOB – Amendingen – Eisenburg – Trunkelsberg                      |
| Linie 4 | ZOB – Amendingen – ZOB                                           |
| Linie 5 | ZOB – Neubruch – Dickenreishausen (- Buxach/Hart)                |
| Linie 6 | ZOB – Hühnerberg – Hart – Volkratshofen – Ferthofen              |

## Landbuslinien
| 250  | ZOB – Ochsenhausen – Biberach ZOB                            |
| X250 | ZOB – Egelsee – Ochsenhausen                                 |
| 255  | ZOB – Tannheim – Rot an der Rot                              |
| 810  | ZOB – Flughafen – Babenhausen – Krumbach, Bahnhof            |
| A810 | ZOB – Flughafen – Babenhausen                                |
| 955  | ZOB – Benningen – Ottobeuren, Bahnhof                        |
| 959  | ZOB – Pleß – Kellmünz, Bahnhof                               |
| 7569 | ZOB – Aitrach – Altmannshofen – Leutkirch im Allgäu, Bahnhof |
| 962  | ZOB – Goßmannshofen – Wolfertschwenden – Böhen               |
| S962 | ZOB – Wolfertschwenden                                       |
| 963  | ZOB – Niederrieden – Winterrieden – Babenhausen              |
| 964  | ZOB – Gewerbegebiet Nord – Buxheim                           |
| 965  | ZOB – Woringen – Bad Grönenbach                              |
| S965 | ZOB – Woringen                                               |
| 966  | ZOB – Ferthofen – Illerbeuren – Legau                        |
| 967  | ZOB – Schwaighausen – Sontheim – Erkheim                     |
| S967 | ZOB – Schwaighausen                                          |

## Flexi-Bus
| AST 1 | ZOB - Berliner Freiheit - Buxach  |
| AST 2 | ZOB - Marienrain - Kalkerfeld     |
| AST 3 | ZOB - Amendingen - Eisenburg      |
| AST 4 | ZOB - Steinheim                   |
| AST 5 | ZOB - Neubruch - Dickenreishausen |
| AST 6 | ZOB - Hühnerberg - Ferthofen      |
| AST 7 | ZOB - Hitzenhofen                 |

## Fernbuslinien
| DB70  | Lindau, Bahnhof – Leutkirch – Tannheim – Memmingen, ZOB – Buchloe – Augsburg – München, Hbf     |
| DB94  | Ulm, ZOB – Memmingen, ZOB – Kempten, Bahnhof                                                    |
| DB102 | Ingolstadt – Augsburg – Memmingen, ZOB                                                          |
| F13   | Meersburg - Friedrichshafen - Memmingen, ZOB - Augsburg - Dresden - Legnice - Toszek - Jaroslaw |
| F163  | Füssen - Memmingen, ZOB - Memmingen, Airport - München, ZOB                                     |
| F263  | Prag, Central - München - Memmingen, Airport - Memmingen, ZOB - Bodensee - Freiburg i. Br.      |
| F465  | Prag, Central - Pilsen - Regensburg - Memmingen, ZOB - Chur - Lugano - Milano, Lampugnano       |
| N106  | Lyon, Perrach - Lausanne - Zürich - Memmingen, ZOB - München, ZOB                               |
| N380  | Tarnow - Krakau - München - Memmingen, Airport - Memmingen, ZOB - Bellinzona - Toulon           |
| N457  | Freiburg i. Br. - Konstanz - Memmingen, ZOB - München - Zagreb - Zadar - Split - Imotski        |
| N867  | Prešov - Bratislava - Vienna - Salzburg - Munich - Memmingen, ZOB - Markdorf - Freiburg i. Br.  |
| N887  | Basel, Airport - Memmingen, Airport - Memmingen, ZOB - München - Ljubljana - Zagreb, Central    |

## Planungen
Im Stadtgebiet Memmingen gibt es insgesamt 95 Bushaltestellen, 18 Bushaltestellen werden Barrierefrei umgebaut und 7 zusätzliche Haltestellen sind in Planung.
Die Aufstellung von dynamischen Fahrgastinformationen (DFI) erfolgte im November 2022. Hier wurden für ca. 550.000 € an den 25 fahrgastreichsten Haltestellen im Stadtgebiet Digitale Anzeigen installiert.

## Möglichkeiten zur Weiterreise
| DB   | Bahnhof Memmingen                    |
| FMM  | Flughafen Memmingen                  |
| B300 | Bundesstraße 300 Augsburg–Memmingen  |
| B312 | Bundesstraße 312 Stuttgart–Memmingen |
| A96  | BAB 96 München–Lindau                |
| A7   | BAB 7 Flensburg–Füssen               |